# 张家港博物馆
张家港博物馆（英語：Zhangjiagang Museum）是一座位于江苏张家港暨阳西路2号的博物馆，为国家二级博物馆。

## 历史
1999年9月28日建成开馆，2013年扩建改造，总建筑面积12,000平方米，有馆藏文物3,800余件，包括东山村遗址大量珍贵文物，每年接待游客10万人次。
2013年，张家港博物馆内新设中国首家以长江文化为主题的博物馆——长江文化博物馆。

## 营业时间
- 周二至周日：上午八点半至下午五点
- 周五延迟至晚上九点闭馆
- 周一闭馆